# Henri Dauman
Henri Dauman, né le 5 avril 1933 à Montmartre et mort le 13 septembre 2023, à Long island (New York), est un photographe d'origine française. 
Il a travaillé principalement pour des magazines américains tels que Life, Newsweek et The New York Times Magazine, mais aussi pour Paris Match, le magazine italien Epoca, L'Express ou l'agence Magnum. Il est également à l'origine de la défense des droits d'auteurs des photographes aux États-Unis pour American Society of Media Photographers (ASMP). L'iconique photographie de Jacqueline Kennedy lors des funérailles du président américain assassiné John F. Kennedy fait partie de l'une des illustrations reprises régulièrement par le magazine Life. Cette photographie a été également utilisée à de multiples reprises par Andy Warhol pour ses tableaux Nine, Twelve et Sixteen Jackies,. Il a eu deux enfants lors d'un premier mariage. Il est le père de Philippe Dauman(en) , ancien vice-président exécutif supervisant Paramount Pictures Entertainment et président du groupe Viacom,.
Ce n'est qu'à l'âge de 81 ans qu'il sera au centre d'une première exhaustive rétrospective, The Manhattan Darkroom - Henri Dauman Photographies, au Palais d'Iéna à Paris en 2014 et d'un film biographique américain Looking Up en 2018.

## De Montmartre à New York
Henri Dauman est né à Montmartre le 5 avril 1933. Il est le fils de Charles Isaja Dauman et d'Annette Channa Blumenfeld. Isaja Dauman est né à Varsovie le 25 novembre 1900 et a pour profession casquettier et marchand ambulant. Il immigre à Paris en 1913, à la veille de la Première Guerre mondiale. Dans les années 1930, il rencontre Channa Blumenfeld, couturière, qu'il épouse en 1935, deux ans après la naissance du jeune Henri. La famille Dauman vit au 7, rue Ramey dans le 18e arrondissement de Paris, jusqu’à la déclaration de la Seconde Guerre mondiale.

### La guerre et Auschwitz
En 1940, Isaja/Charles s'engage dans le 23e régiments de marche de volontaires étrangers. À la suite de la défaite de la France, il est démobilisé et retrouve sa famille à Paris. Mais les retrouvailles sont de courte durée. Isaja recevra la convocation du régime de Vichy dite du « Billet vert ». Il est arrêté le 14 mai 1941, puis transféré au camp de Pithiviers et déporté vers Auschwitz lors du convoi no 6 où il est tué par les nazis le 4 septembre 1942 à l'âge de 41 ans.
Henri et sa mère échappent à la rafle du Vélodrome d'Hiver et quittent rapidement Paris pour se cacher à Limay dans les Yvelines. Il est accueilli et mis au secret chez Julienne et Aurélien Morin (à la suite de la demande entamée en 2018 pour que la famille Morin soient consacrée « Justes parmi les nations », fin 2021, la fondation Yad Vashem de Jérusalem a entériné le souhait du photographe).
Cependant, la machine nazie pour l'extermination des Juifs, avec le soutien du gouvernement français, devient omniprésente. Le jeune homme devra se réfugier à Alençon en Normandie où il assistera à l'arrivée des Alliés à la suite du débarquement du 6 juin 1944. Ce n'est qu'à la sortie de la guerre qu'il retrouvera Annette, sa mère.

### Paris et les orphelinats

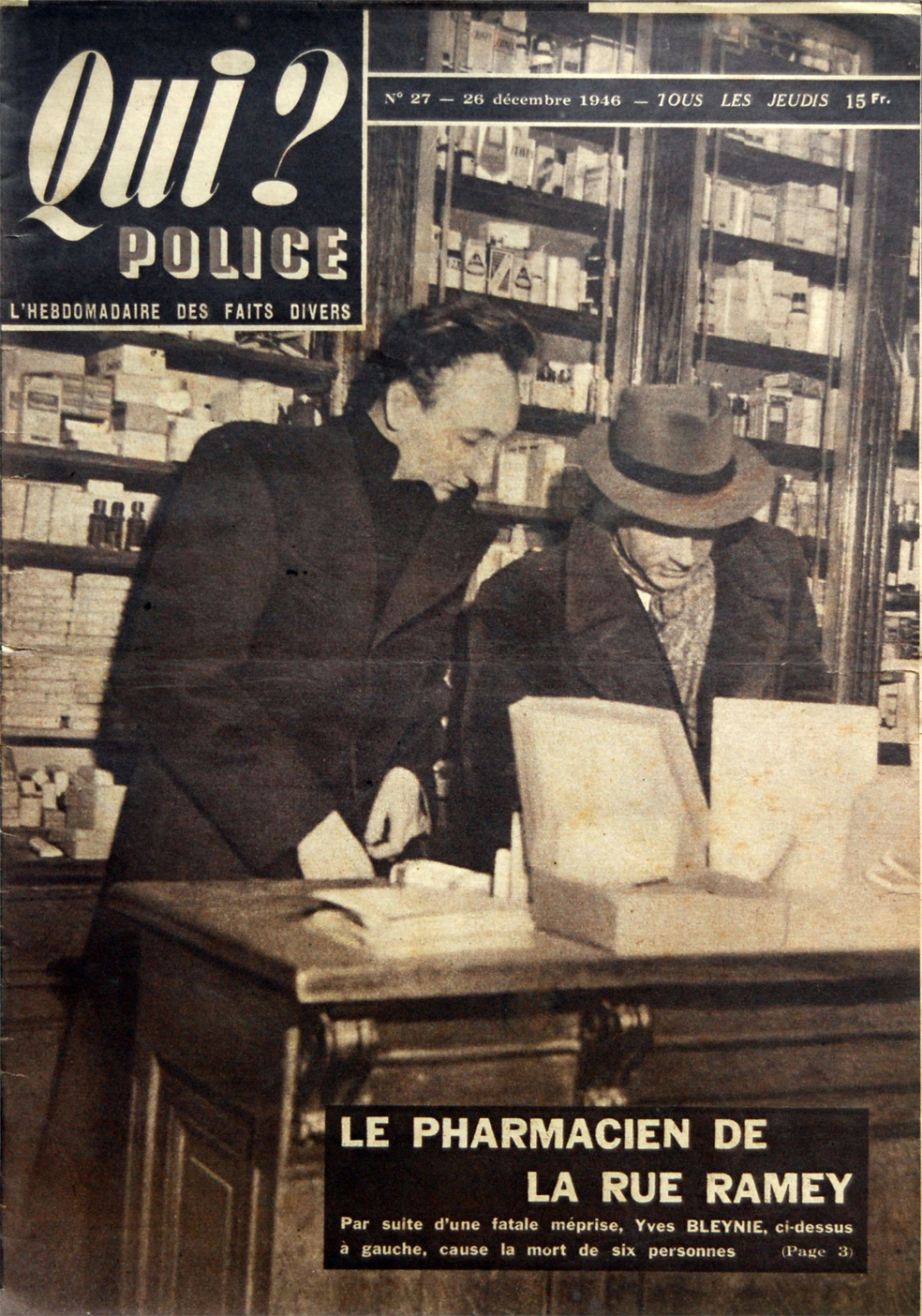
Couverture du 26 décembre 1946 relatant l'empoisonnement de la mère d'Henri Dauman.

Annette et son fils retrouvent, en 1946, leur appartement montmartrois, mais ce rapprochement maternel sera entaché par un drame local. Au mois de décembre 1946, une affaire fait la une du magazine à sensation Qui Police ?, celle du pharmacien de la rue Ramey qui empoisonnera six personnes avec des médicaments frelatés. Annette, sa mère, fait partie des victimes. Henri est orphelin,.
Durant quatre années, Henri Dauman sera interné dans plusieurs orphelinats de la région parisienne, dont une maison d'enfants à Boulogne - Billancourt (l'Orphelinat Charlotte Nathaniel), Jouy-en-Josas et à Courbevoie. Il fera son apprentissage à la photographie dans un studio indépendant à Courbevoie en 1949 en devenant l'assistant d'un photographe de mode. Avant son départ pour New York, Il effectuera ses premiers portraits de célébrités pour Radio Luxembourg et la célèbre Agence des stars Bernand, spécialisée dans la photographie de personnalités du spectacle, du cinéma et de la chanson.
À la suite de recherches pour transférer le jeune garçon dans une famille, l'État français lui trouve un tuteur familial, un oncle américain, Samuel Dauman. À la fin de l'année 1950, après une traversée de l'Atlantique avec le tout nouveau et rénové paquebot Liberté, il fait la connaissance de l'oncle Sam.

## New York 1950

### Les premières années new-yorkaises
Henri Dauman arrive à Ellis Island le 14 décembre 1950, lors d'un hiver rigoureux. L'accueil de l'oncle Sam est plutôt chaleureux. Celui de sa femme est, au contraire, glacial. Elle ne souhaite pas que le « petit Frenchy » s'installe chez eux. L'oncle Sam, avec l'aide d'une amie, va loger Henri Dauman dans une chambre du Bronx. Pour survivre il travaillera dans une usine de confection de lingerie de Manhattan. Mais la photographie passionne toujours le jeune homme. New York est un terrain de jeu architectural. Il photographie la ville sous toutes ses coutures. Certaines de ses photographies sont à l'inventaire du MoMa sous le titre New York: Looking Up depuis 1963.
Il fera ses premiers reportages pour le journal français France-Amérique (en), mensuel francophone qui deviendra par la suite la propriété du journal français Le Figaro. Durant ces quelque huit années, Henri Dauman se spécialise dans les photographies de personnalités et devient, selon ses dires, un One Man Agency qui développe ses films dans sa « Darkroom » de fortune pour divers magazines européens comme les magazines français Paris Match, Jours de France ou italiens Epoca. Il photographiera au plus près Marilyn Monroe avec Arthur Miller lors de la remise du prix Donatello ou lors de la première du film Certains l'aiment chaud. Le magazine Life, découvrant le dynamisme du jeune homme, l’embauche régulièrement en lui laissant toute liberté, dont celle de ses droits d'auteurs. À partir de ce moment, Henri Dauman est boulimique de travail. Toutes les stars (ou presque), acteurs, écrivains, dramaturges, artistes français de passage à New York vont passer devant son objectif (Gérard Philipe, Fernandel, le mime Marceau,, Brigitte Bardot, Eugène Ionesco, Georges Simenon, Jean Renoir, Alain Delon, Jacques Tati, Yves Saint Laurent juvénile et perdu sur la 7e avenue de New York,...). Les personnalités américaines ne sont pas en reste. Ainsi, il immortalisera Liz Taylor lors de match de boxe, Harry Belafonte, Groucho Marx, Miles Davis, Darryl Zanuck. Mais son coup de maître sera une série de reportages sur Elvis Presley partant (et revenant) de son service militaire.

### Les Sixties, JFK et un monde en mutation
Les années soixante signent une grande transformation sociale, politique et artistique. L'ensemble des codes volent en éclats, la guerre du Vietnam s'annonce, le dictateur Batista (qu'il photographiera en 1958) s'exile alors que Fidel Castro s'empare de Cuba. L'homme politique américain change. Les profils paternalistes comme Dwight D. Eisenhower laissent la place aux jeunes loups du marketing politique comme John Lindsay ou Richard Nixon et bien sûr le charismatique John Kennedy. Le monde artistique sera aussi en totale effervescence. Les studios de cinéma, secoué par le "New Hollywood" et le film "Easy Rider" de Dennis Hopper, délaissent les contrats d'exclusivité et leur emprise sur les stars et starlettes. L'image peroxydée de Marilyn Monroe s'effacera avec son suicide pour laisser la place à une Jane Fonda frondeuse ou une Brigitte Bardot à moitié nue pour le film de Louis Malle Vie privée. La Nouvelle Vague française devient une référence mondiale alors qu'Alain Delon pose devant la Maison-Blanche, remontant ses lunettes noires et le col de son duffle coat.
Pour le photographe, la vie des célébrités ne constitue pas un aboutissement. Le puzzle de la société américaine est une source d'images intarissable. Il va être le témoins d'une Amérique qui confronte le « confort de l'après-guerre » des bourgeois de Miami à la nouvelle jeunesse qui envahit les clubs de Greenwich Village. Il fera des séries de reportages sur le mal-être des « Teens » et le chômage, la société de consommation, la naissance des nouveaux gangs comme les « Savages Nomads (en) » ou sur des reportages sur la ségrégation jusqu'aux « Civics Rights  » (droits civiques américains) et le mouvement féministe naissant. Il est également le témoin de la disparition des « vieilles stars » au profit d'un nouveau langage artistique qu'il immortalisera pour The New York Times Magazine. L'Amérique devient, petit à petit, l'acteur incontournable d'un village global comme l'a décrit le théoricien de la communication Marshall McLuhan que le jeune photographe va portraiturer, telle une prophétie et images en abîme, devant une multitude d'écrans de télévision,.
La photographie est mouvement et ce style cinématographique devient une signature journalistique. Les séquences se multiplient et animent régulièrement les pages de Life Magazine. Quand la couleur deviendra le nouveau code photographique de la presse, Henri Dauman aura toute la palette nécessaire pour relater l'actualité. Audrey Hoareau, commissaire d'exposition sur le travail d'Henri Dauman, écrira : « Avec son style, cadré, efficace, au plus près des personnages, Henri Dauman signe des images marquantes de l’histoire politique des États-Unis. Certaines sont devenues des icônes. Elles marquent l’apogée d’une photographie triomphante et annoncent son déclin au profit de la télévision. La couleur est la réponse au nouveau médium.../.. Il en fera un usage sans limite dans la couverture des funérailles de John Fitzgerald Kennedy. Le cortège funèbre dans les rues de Washington prend alors l’ampleur d'une peinture d’histoire. »
Henri Dauman suivra dès 1960 le couple Kennedy lors de la campagne électorale. Il jouera des coudes pour être au plus près de ses modèles. Il en ressortira des reportages vivants et dynamiques des avenues de New York acclamant le futur couple présidentiel à Hyanis Port le soir des résultats. Il profitera des ascendances française de la future firts lady pour l'interpeller dans la langue de Molière afin d'avoir "la" meilleure des photos. Il suivra le couple jusqu'au jour fatal du 22 novembre 1963. 
Le 25 novembre 1963, il sera commissionné par LIFE magazine pour suivre au plus près les funérailles du président américain. Il obtiendra une accréditation qui lui permettra d'être dans les emplacement clefs lors du cortège funèbre. Il en fera profiter son ami François Reichenbach qui réalisera, pour l'émission "Cinq colonnes à la une " de Pierre Lazareff et Pierre Desgraupes, un film inédit et poignant. 
Le reportage photographique en pleine page d'Henri Dauman fera sensation. L'iconique image "A Sorrowing Family Marches Together" sera reprise par Andy Warhol dans son tableau "Sixteen Jackies", devenant ainsi l'œuvre phare de son thème "Death and Disaster".
Stephen Kennedy Smith, neveu du président américain, décrira Henri Dauman, en 15 mai 2017 lors des forums de The John F. Kennedy Presidential Library, comme faisant partie du "mont Olympe de la photographie documentaire américaine" au même titre que Cornell Capa.

### La couleur au service du medium
Il utilisera avec justesse la nouvelle technologie des photographies en couleur qui arrive en même temps que le Pop Art. La chromie lui apporte une valeur ajoutée et aborde le virage technique de la couleur avec facilité et lui permet de s'inscrire dans la contre culture. Ainsi, Henri Dauman fera partie des premiers journalistes à faire le portrait du jeune Andy Warhol et des artistes de ce mouvement,,,, (The American Supermarket  et Living with Pop Art). Warhol usera de la photo iconique d'Henri Dauman sur Jackie Kennedy lors des funérailles de son mari en composant ses séries d'œuvres "Four Jackies", "Nine Jackies", Twelve Jackies" et "Sixteen Jackies".
Outre le Pop Art, coloré et ironique, le monde des arts voit naître le Minimal Art, austère et en noir et blanc, avec, entre autres, Franck Stella, Robert Morris ou le compositeur Philip Glass. Henri Dauman s'immerge dans leur travail et les suit dans leur bricolage créatif. Selon François Cheval, commissaire et conservateur du Musée de la Photographie de Chalon-sur-Saône, ces photographies décrivant les techniques de fabrication de l'Art Minimal (dont  la plupart des pièces sont exposées au MoMa de New York) sont les seules existantes sur la naissance de ce nouveau courant artistique.
Mais le monde en mutation est également représenté par les guerres et les tensions internationales. Alors que les magazines abreuvent la planète d'images sanglante de la guerre du Vietnam, Henri Dauman choisira un angle photographique iconoclaste et coloré pour relater les faits. En 1963, Il fera un reportage sur le mouvement bouddhiste et les ses Moines à Saïgon Xa Loi Pagoda (en) et photographiera Thich Tri Quang (en)  "L'homme qui fait trembler l’Amérique". Les conflits sont également psychologiques. On lui doit toute une série de photographies plutôt cocasses du leader de l'URSS, Nikita Khrouchtchev aux mimiques photogéniques.

### New York Times Magazine[67]et Newsweek
Le photographe a les mains libres. Il n'est affilié à aucun titre et gère ses droits. Cela lui donne une liberté d'action rare dans le milieu de la photographie journalistique. Il choisit ses clients (ou le contraire) et écrit, probablement sans le savoir, une page du droit américain sur le copyright de la photographie outre-Atlantique. L'indépendance est une vertu mais elle a son revers de médaille : il faut constamment travailler et chercher des nouveaux clients au risque de connaitre l'usure physique et journalistique.
Henri Dauman collabore régulièrement avec The New York Times Magazine entre 1967 à 1980 et intègre, en tant que freelance, l'équipe Art and Leisure du magazine. Ce journal de référence à l’international est un des titres historiques de la presse quotidienne américaine. Son supplément dominical est un titre à succès acheté à New York par plus de 1 500 000 personnes. À chaque fin de semaine, son volumineux supplément culturel retrace l’actualité artistique hebdomadaire de Big Apple.
Au fil de multiples reportages, il décriera picturalement la nouvelle scène new-yorkaise, dévoilant une création foisonnante en dehors des théâtres mythiques de Broadway: Les portraits intimes de Jane Fonda ou Jean Seberg, le réalisateur William Friedkin(1969), le visage surpris de Federico Fellini (1970), Dennis Hopper et Peter Fonda hilares lors de la sortie du film Easy Rider (1969), la distribution du film « Trash (en) » avec Paul Morrissey Joe Dallesandro, Hollywood Lawn et Jane Forth (en) sur le toit de la Warhol’s Factory, (1970), Sam Shepard, Le compositeur Walter (Wendy) Carlos et le premier synthétiseur modulaire “The Moog” (en) (1969), les troupes du théâtre expérimental comme Oh ! Calcutta ! suivi de son scandale (1969), La Mama Experimental Theatre Club et l'afro-américaine Ellen Stewart (1969), Lauren Bacall pour son retour à Broadway dans la comédie musicale aux multiples Tony Awards, Applause (1969), La jeune troupe de la comédie musicale Hair avec Gerome Ragni(en) , Lorrie Davis, Ronnie Dyson (en) et Lynn Kellogg (1968), l’inattendu Hello Dolly version "afro" avec Cab Calleway et le jeune Morgan Freeman (1967),,, "The Pagan Spring" d'Elliot Feld Ballet (1969), le spectacle Canfield de Merce Cunningham (1969) ou le portrait d'Arthur Mitchell, directeur du Ballet Harlem School for Arts (en) première compagnie noire...
Newsweek est le deuxième grand hebdomadaire d'actualité américain. Henri Dauman collabore régulièrement à ce magazine, principalement en composant certaines couvertures notamment la une plutôt directe "A question of Gun"  rappelant l'œuvre de Roy Lichtenstein : Pistol (1964).

## Une consécration tardive

### Militant pour les droits d'auteur
À partir des années 1970, les magazines et les journaux américains connaissent une forte baisse de tirage et le métier de photo-reporter en pleine crise au profit de la télévision. En parallèle de son métier de journaliste, il se lance dans la photographie publicitaire pour de grandes compagnies américaines comme Monsento, IBM ou Saks Fifth Avenue et devient associé comme directeur et vice-président de Cinergy Communications Corporation une société productrice de logiciels audiovisuels, de cinéma et de télévision.
Il sera également producteur et réalisateur de documentaires pour plusieurs chaînes internationales dont l'ORTF, BBC-TV ou PBS. Il représente aux États-Unis des photographes tels que Brassai, Lucien Aigner, Ernst Haas, Douglas Kirkland, Alfred Gescheidt (en) (en) ou bien dirigera la représentation Penguins de Bruno Zehnder (en) (en) ainsi que la Collection Wertheimer  - Elvis '56,.
Un temps, il enseignera le photojournalisme à la School of Visual Arts (en) de New York tout en ayant, pendant une dizaine d'années, des fonctions officielles à l’ASMP, l’American Society of Media Photographers et sera le co-auteur du premier Guide de pratiques commerciales de l'ASMP (ASMP Business Practices Guide - 1972-1973) qui sera la référence dans de nombreuses décisions judiciaires en matière de droits d'auteur. Henri Dauman est très attaché à la notion de "droit d'auteur" qui lui génère des revenus substantiels. Mais cette notion de droits d'auteur, bien ancrée en France, n'est pas très développé dans l'Amérique des années 1980. Il découvre régulièrement certaines de ses photos dans des éditions ou dans des ventes aux enchères sans qu'on lui reverses quelconques royalties. Il délaisse petit à petit son métier d'origine pour gérer son stock de photographies historiques, un trésor de plus 800 000 clichés méthodiquement classé dans un meuble de son appartement près du Guggenheim museum.
Mais plusieurs décennies d'indépendance ont un prix. Henri Dauman aura des déconvenues cardiaques sérieuses ne lui permettant plus de couvrir perpétuellement l'actualité.

### L'affaire "Sixteen Jackies" d'Andy Warhol
La photographie iconique d'Henri Dauman décrivant Jackie Kennedy marchant sur Pennsylvania Avenue lors des funérailles de John Kennedy est reprise à chaque édition du magazine Life pour illustrer l'assassinat du président américain. Cette photographie est également au centre d'une des œuvres phare d'Andy Warhol. Dans les mois qui ont suivi la mort de Kennedy, Warhol a créé une série d’œuvres en reproduisant des images de Jacqueline Kennedy. Le maître du Pop Art a utilisé un total de huit "images sources" tirées de journaux et de magazines. L'une de ces images est celle d'Henri Dauman. Au total, on dénombre pas moins de 45 œuvres de Warhol utilisant cette photographie au cours de l'année qui a suivi l'assassinat de Kennedy sans que le photographe ne soit informé,,,
À la mort de l'artiste, en 1987, une fondation et un Musée Warhol sont créés. L'organisme muséal utilise les œuvres de Warhol, comme tout musée, pour faire des produits dérivés et des publications. Il aura fallu la vente d'un des tableaux (Sixteen Jackies) chez Sotheby's pour une valeur de 418 000 dollars pour alerter Henri Dauman sur l'utilisation de cette photographie et la commercialisation qui en est faite. L'utilisation de la photographie sans le consentement de l'auteur déclenche, au mois d'octobre 1994, une action en violation du droit d'auteur contre la Fondation Andy Warhol pour les arts visuels et l'exécuteur testamentaire de la succession d'Andy Warhol.
Après une procédure judiciaire longue et coûteuse, les parties ont conclu un « Tolling Agreement » et provoque un séisme dans le monde de la photographie. Cette mésaventure juridique va ouvrir les portes pour la reconnaissance des droits d'auteur des photographes de presse américains. Bon nombre d'ouvrages examineront cette « affaire » en parlant d'une jurisprudence au bénéfice des photographes de presse qui sont largement spoliés de leur travail.
Le 10 novembre 2023, à New York, Le tableau "Sixteen Jackies" d'Andy Warhol avec la photographie d'Henri Dauman a été adjugée $ 25.940.000.

### Dans l'ombre des célébrités
Henri Dauman a la reconnaissance de ses pairs sauf que son nom reste inconnu du grand public. Pourtant son travail est constamment et largement diffusé depuis plus de 30 ans que ce soit pour illustrer des éditions sur le Pop culture, sur la vie du couple Kennedy ou bien l'architecture de New York. Ses images de Marilyn Monroe, Elvis Presley, Louis Armstrong, le couple Kennedy, Brigitte Bardot ou bien Andy Warhol sont familières et font partie de l'histoire visuelle collective du public des années 1960. Malgré cela, il va rester dans l'ombre de ces célébrités. Il fera bien quelques expositions collectives à travers le monde, dont en 2002 à l'exposition collective Shopping : a Century of Art and Consumer Culture à la Tate Liverpool, mais visiblement, il ne cherchera pas un surplus de reconnaissance.

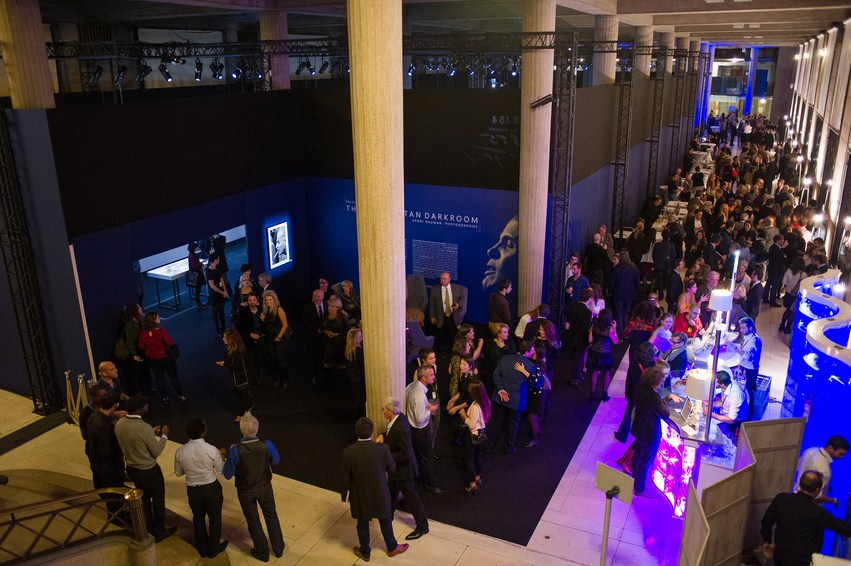
"Manhattan Darkroom, Henri dauman Photographies" au Palais d'Iéna à Paris le 4 novembre 2014.

La consécration tardive ne viendra pas des États-Unis mais de Paris. Sous l'impulsion d'un de ses amis, Vincent Montana,, Henri Dauman accepte dans le cadre de Paris Photo et du mois de la photo qu'une rétrospective de son travail soit montée en collaboration avec le musée Nicéphore-Nièpce. Le commissariat d'exposition est assuré par François Cheval et Audrey Hoareau, experts internationaux d'artistes comme Peter Knapp, Mac Adams ou John Batho et initiateurs d'un musée important sur la photographie à Lianzhou en Chine.
L'exposition The Manhattan Darkroom - Henri Dauman Photographies se tient au Palais d'Iéna au mois de novembre 2014 et constitue la première exposition du photographe alors qu'il a plus de 80 ans. Cette rétrospective composée de près de 250 photographies inédites ou iconiques retrace le parcours du photographe. Les 700 m2 de la salle Hypostyle du Palais d'Iéna plongée dans la pénombre attirent le public et suscitent un intérêt médiatique à l'image de ce très long article dans le Figaro magazine sur "Dauman, cet inconnu". Certains y voient une découverte "à la Vivian Maier" ou comme le journal Libération une intrusion dans une boite aux archives inédites. Henri Dauman exprimera dans divers interviews sa surprise en voyant ses clichés sur des murs car intrinsèquement il reste journaliste. Pour lui, la photographie de presse est faite pour être éditée et non exposée. Ne lui en déplaise, plus de 10 000 visiteurs (18 000 selon le site officiel de l'exposition) se ruent en quelques jours pour voir et revoir un angle d'Amérique. Le très sérieux Wall Street Journal fait entrer l'exposition The Manhattan Darkroom dans le Top 5 des expositions parisiennes en 2014 au même titre que Garry Winogrand présenté au même moment au Jeu de Paume. De plus, le livre officiel de l'exposition et les photos d'Henri Dauman sont entrés dans les archives de la librairie du MoMa et de ICP de New York.
Cette exposition est également présentée en 2017 au musée Nicéphore-Niépce de Chalon-sur-Saône mais aussi, juste retour des choses, à Courbevoie (en version thématique autour du cinéma) la ville où il a appris la photographie à la fin des années 1940.
À la sortie de l'exposition de Paris, la petite-fille d'Henri Dauman, Nicole Suerez (elle travaille dans l'industrie du cinéma comme costumière dans des films tels que Transformers: The Last Knight), redécouvre son grand-père. Elle entreprend de faire un documentaire sur sa vie et son travail. Après plus de 3 ans de démarche, le film "Henri Dauman: Looking Up"  voit le jour. Il est réalisé par Peter Kenneth Jones en 2018. Ce film est présenté en première mondiale au Hampton Film festival et sera l'objet de projection dans divers festivals américains en 2018 et 2019. Il est distribué en France à partir de 2023.

### Dernières années de reconnaissance
Profitant de ce nouvel éclairage cinématographique américain, KP project gallery à Los Angeles présente le travail du photographe sur le même mur que Vivian Maier en avril 2018 puis en février 2020.
Mais Henri Dauman connait bien le sens de l'histoire. Lors du tournage du documentaire Looking Up en 2017, il retourne à Limay pour retrouver la famille Morin qui l'avait caché durant la guerre. Cette venue dans cette ville suscitera de l'intérêt et permettra à la municipalité de Limay de mettre en avant le caractère humaniste de sa population. En signe de reconnaissance, Henri Dauman présentera le film Looking UP dans cette petite commune des Yvelines au mois de mai 2019 et recevra plusieurs distinctions,,.
Avant un retour programmé sur le sol français avec l'itinérance et l'exposition d'origine Manhattan Darkroom, Henri Dauman est exposé, sous la curatelle de Susanne Katz, au William Breman Jewish Heritage & Holocaust Museum d'Atlanta du 15 septembre 2019 au 31 janvier 2020.
En 2021 la collection Dauman connait un fort engouement en étant exposé au Art Center Highland Park, en partenariat avec l' Illinois Holocaust Museum puis en 2022 au cœur du Salon d'honneur de la ville de Levallois, près de Paris, avec l'exposition "The Sixties" issue de la rétrospective d'origine "The Manhattan Darkroom".
Pour ses 90 ans en ce début d'année 2023, Henri Dauman ouvre de plus en plus ses archives. C'est à Los Angeles, lors de son exposition anniversaire, Henri Dauman: A Cinematic Eye, que le public américain découvre de nouvelles images et de nouveaux tirages, notamment celles d'Elvis Presley. 
Le succès est au rendez-vous, mais le temps est compté pour le photographe. Comme un acte prémonitoire, Laurent Delahousse ouvre son journal de 20h00 en parlant de "l'un des derniers grands photographes de l'Amérique moderne", le mettant encore un peu plus sous le feu des projecteurs. Dans cette ultime interview, le photographe a maintenu intacte sa modestie et sa signature : "Ce sont les photos qui comptent, pas moi. Elles peuvent parler plus que les mots. C'est un médium, on ne dit rien, mais on dit tout."
Quelques semaines avant sa grande rétrospective à Nice en février 2024, au Musée de la Photographie Charles Nègre, Henri Dauman s'éteint à Long Island près de New York, dans la nuit du 12 au 13 septembre 2023.

## Anecdotes et citations
- Durant la guerre et son exil à Limay, Henri Dauman doit la vie à un petit chat[123]. « "J’étais dans le jardin des Morin un chat noir dans les bras. Il s’appelait Pompon, c’était mon chat. Un chasseur allemand volait très bas, il a piqué sur la gauche de la maison. Je n’ai pas eu le temps de m’abriter, il a mitraillé au sol. Je n’ai pas été touché, mais le chat est mort. Il m’a certainement sauvé la vie. " - Henri Dauman interview sur actu.fr »
- Il ne connaîtra le sort de son père que bien plus tard, fin des années 1970, en lisant un livre de Serge Klarsfeld qui liste les convois vers les camps de la mort[123]. C'est ainsi qu'il apprendra qu'il faisait partie du convoi no 6. Le nom de Charles Isaja Dauman est également inscrit sur le mur des déportés au Mémorial de la Shoah à Paris
- Lors de son refuge dans la ville d'Alençon qui n'est qu'à une petite centaine de kilomètres de Ouistreham et des plages du débarquement, Henri Dauman se souvient dans une conversation avec la commissaire d'exposition Audrey Hoareau de l'arrivée exotique des soldats principalement afro-américains. C'est son premier contact avec les États-Unis[15].
- Henri Dauman suivra John Kennedy durant toute la campagne de 1960, jusqu'au grand débat télévisé du 21 octobre 1960, clôturant une série de 4 interventions historiques[124]. Il sera sur le plateau où Richard Nixon affronte le jeune démocrate. Les deux vainqueurs de ce débat furent Kennedy, bien sûr, mais aussi la télévision, nouvel outil de communication au service (ou pas) du politique[125]. Comprenant que l’enjeu photographique n'était pas de faire la même photo que ces concurrents, Henri Dauman ne s'attarde pas sur les deux hommes mais sur les moniteurs de télévisons. Il ne fera aucune photographie de plateau mais uniquement la captation de l'image du débat via l'objet qu'est la télévision.
- Henri Dauman n'était pas seul photojournaliste lors des funérailles de John Kennedy. Ils étaient plus de 500 photographes. Il était accompagné de l'oscarisé François Reichenbach fraîchement débarqué de France pour filmer ce jour historique du 25 novembre 1963[126]. Le réalisateur n'étant pas accrédité par la Maison Blanche, il suit Henri Dauman comme son ombre avec la complicité des services secrets qui visiblement le connaissaient très bien. François Reichenbach rapportera en France un reportage inédit au plus près de la famille en deuil mais aussi d'un peuple en souffrance[127] pour l'émission Cinq Colonnes à la Une.
- Henri Dauman est un bavard. Il adore parler à ses modèles. Lors de prise de vue, il interpelle souvent les personnalités qu'il doit photographier. Selon le photographe, John Kennedy, qui avait une grande mémoire, se souvenait des noms de chaque journaliste. Le photographe français avait souvent les faveurs du couple présidentiel. John Kennedy n'hésitait pas à l'interpeller, à même la rue, pour qu'il prenne une photo[128].
- Quand Henri Dauman photographie Andy Warhol, il ne le connaissait pas. Il n'avait aucune idée de qui il était et ce qu'il faisait. Il fait sa connaissance dans une galerie de Manhattan pour l'exposition American Supermarket où sont exposés des boites de Brillo, des poulets en plastique et les fameuses Cambells Soup. À la suite de cette séance de photographie, le jeune artiste souhaite lui offrir une boite de soupe. Henri Dauman hilare lui dit « Écoutez j'ai beaucoup de soupe de tomate chez moi. ». Le photographe refuse donc ce présent qui aujourd'hui, au-delà de la valeur sur le marché de l'art, est reconnu comme étant le symbole du Pop Art[129].
- Le photographe a immortalisé Brigitte Bardot lors du tournage de Vie privée de Louis Malle à Spoletto en Italie. Dans son interview, pour la chaîne Museum, il décrit le tournage comme étant très tendu. Louis Malle demandera à Henri de jouer dans quelques scènes le rôle d'un... photographe[129].
- Henri Dauman innove dans les procédés de prise de vue, le journal France-Amérique reprend ses propos : « .../... Pour le supplément du New York Times, qui était alors imprimé sur du papier journal gris de qualité médiocre, j’ai eu l’idée d’installer un flash électronique derrière mes sujets, afin d’éclairer les portraits pour qu'ils ressortent mieux une fois imprimés sur la page ». Un procédé largement utilisé depuis par les photographes. »[21]
- Malgré 7 décennies de vie new-yorkaise, Henri Dauman n'a pas souhaité prendre la nationalité américaine[19].
- Franz-Olivier Giesbert  du Point lors du vernissage Henri Dauman Photographies (2014)  « c’est là qu’on voit que c’est un métier, un photographe est un journaliste, un artiste, je suis convaincu qu’on pourra toujours avoir ce regard si les photographes professionnels ne disparaissent pas ».[102]
- « Faites comme chez-vous, mais n'oubliez pas que vous êtes chez moi »[47]. Henri Dauman.

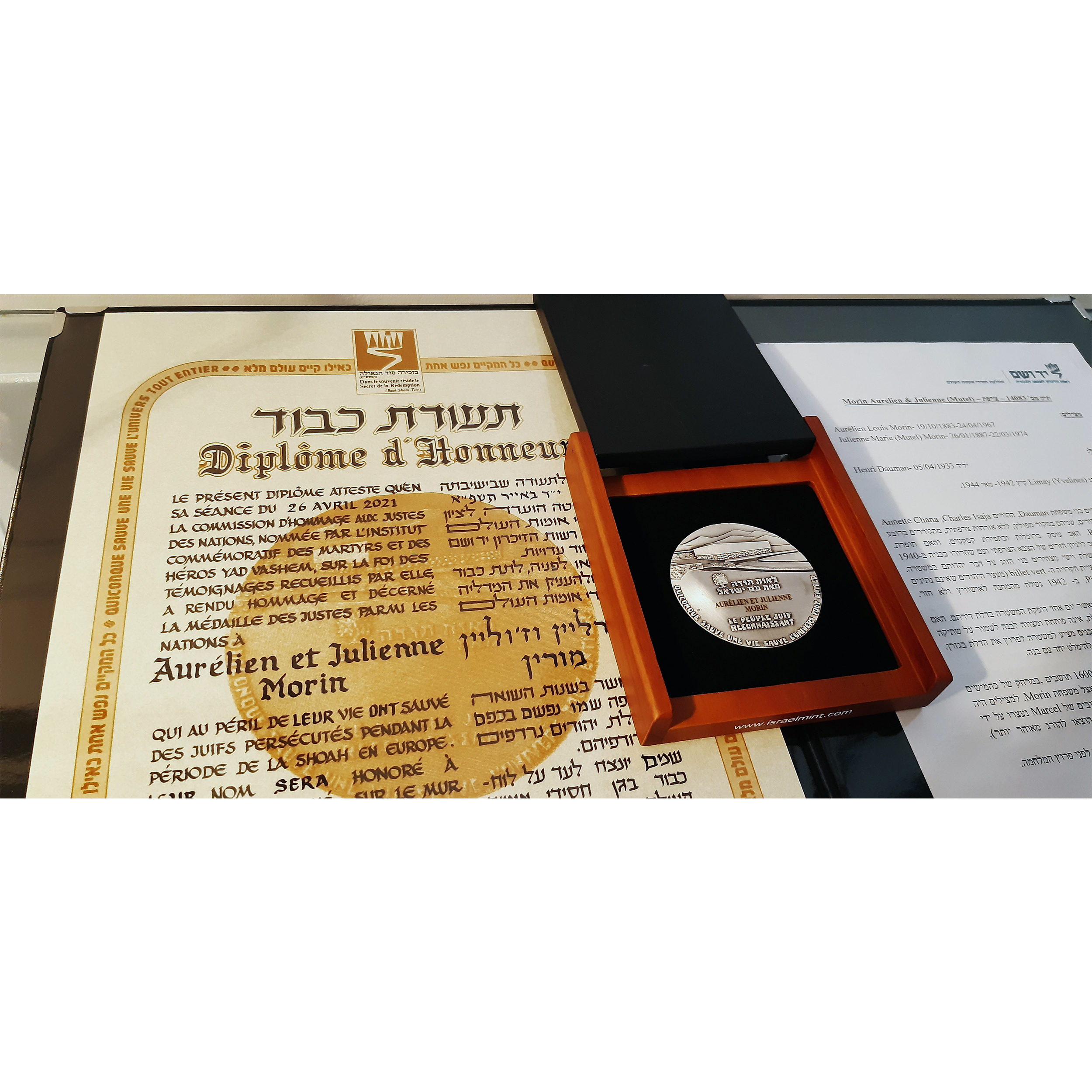
Diplôme et médaille de l'Etat d'Israël honorant la famille Morin comme Justes parmi les nations pour avoir caché Henri Dauman pendant la guerre.

- Diplôme et médaille de l'Etat d'Israël honorant la famille Morin comme Justes parmi les nations  pour avoir caché Henri Dauman pendant la guerre.Le 14 février 2022, à la mairie de Levallois Perret, Henri Dauman expose ses plus belles photos lors de l'exposition "The Sixties, Henri Dauman Photographies", issue de la rétrospective originale "Manhattan Darkroom". Mais cette réussite extraordinaire n’aurait jamais pu voir le jour sans Julienne et Aurélien Morin, un couple de Limay dans les Yvelines. Pendant la 2eme guerre mondiale, ils ont caché le jeune Henri Dauman. Grâce à eux, cet enfant juif a échappé aux camps de la mort. Sonia, la petite fille du couple a reçu la plus haute distinction civile d’israel pour ses grands-parents : Le statut de justes parmi les nations[130],[131].
- Citation sur la photographie "La photographie, un moyen où aucun mot n'est prononcé mais où tout est dit. Si l'œil écoute, les yeux parlent"[132]
- Lors d'un Interview au journal de 20h00 de France 2 "Une photo réussie, c’est une photo qui raconte une histoire".

## Expositions, éditions et films

### Expositions
| Musée / Galerie                                  | Titre | Lieu                    | Date                         |
| ------------------------------------------------ | --- | ----------------------- | ---------------------------- |
| Musée de la Photographie, Charles Nègre, de Nice | The Manhattan Darkroom, Henri Dauman Photographies. Dernière exposition préparée en collaboration avec l'artiste. Rétrospective hommage. | Nice France             | du 17 février au 26 mai 2024 |
| KP Projects La Brea                              | A cinematic eye. Henri Dauman, 90th Birthday celebration                                                                                 | Los Angeles             | 22 avril 2023                |
| Hôtel de ville de Levallois                      | The Sixties - Henri Dauman photographies                                                                                                 | Levallois               | 25 janvier 2022              |
| KP Projects La Brea                              | Looking Up II | Los Angeles USA         | 15 octobre 2021              |
| The Art Center Highland Park                     | Henri Dauman Looking Up | Chicago                 | 1er octobre 2021             |
| The Breman Museum                                | Henri Dauman photographs | Atlanta                 | 15 septembre 2019            |
| KP projects (en)                                 | Henri Dauman Looking Up (en) | Los Angeles USA         | Avril 2018                   |
| Espace Carpeaux                                  | The Manhattan Darkroom / Special Cinéma                                                                                                  | Courbevoie France       | Septembre 2017               |
| Musée Nièpce                                     | The Manhattan Darkroom | Chalon-sur-Saône France | Février 2017                 |
| Museum of Contemporary Art, Chicago              | The Street, the Store, and the Silver Screen: Pop Art from the MCA’s Collection                                                          | Chicago, USA            | Décembre 2015                |
| Palais d’Iéna                                    | The Manhattan Darkroom - Henri Dauman Photographies                                                                                      | Paris France            | Novembre 2014                |
| Kasher Gallery                                   | “The Magnum Archive: Vintage 20th Century” (en)                                                                                          | New York USA            | 2005                         |
| The Tate Liverpool Museum                        | Shopping : a Century of Art and Consumer Culture (en)                                                                                    | Liverpool UK            | Décembre 2002                |
| German Historical Museum                         | John F. Kennedy Exhibition | Berlin Allemagne        | 2003                         |
| Bonni Benrubi Gallery (en)                       | “Flashback: The Sixties” | New York USA            | 1999                         |
| Pace MacGill (en)                                | Richard Nixon campaigning | New York USA            | 1995                         |
| The Museum Of Modern Art                         | “New York Looking-up”, essay in the permanent collection                                                                                 | New York USA            | Années 60                    |
| The National Gallery of Canada                   | The American Supermarket. | Ottawa CA               | Années 60                    |
| The National Portrait Gallery                    | Smithsonian Institution | Washington, D.C         | Années 60                    |

### Filmographie
- (en) Henri Dauman New York Looking Up[139],[140],[141] film documentaire de Peter Kenneth Jones, 2018
- (fr) Série de 9 vidéos d'exposition : 22 novembre 1963, conversation avec Henri Dauman[126], One man Agency[142], L'Intelligence du moment[143], Big Bang géopolitique[144], Une vision sociétale[145], La nouvelle scène new yorkaise[146], Fabricant d'icone[147], La technique Dauman[148], Audrey Hoareau / Henri Dauman - Conversation[15], Réalisation Muse association / Company Europea, 2014-2019
- (fr) Instant décisif Henri Dauman [149],[150], Saison 2 épisode 12[129], Saison 2 épisode 13[128] Museum Tv, 2018
- (en) Encore ! Entretien avec Melissa Bell[151] France 24, 2014